# Rudolf Kenzian von Kenzianshausen

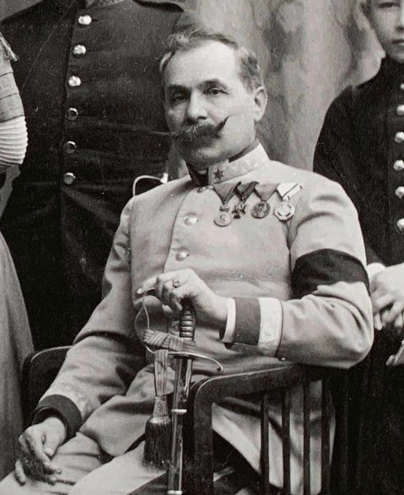
Major Rudolf Kenzian (um 1910)

Rudolf Kenzian, von 1916 bis 1919 Edler von Kenzianshausen (* 18. April 1854 in Villach, Kärnten; † 1. Januar 1927 in Linz, Oberösterreich), war ein kaiserlich-königlicher österreichischer Offizier der Landwehr und Truppenkommandant im Verlauf des Ersten Weltkrieges.

## Herkunft
Rudolf Kenzian wurde als Sohn einer alteingesessenen bäuerlichen Familie in St. Martin bei Villach geboren. Sein Vater Georg Kenzian (1822–1872), war in den letzten Jahren seines Lebens Pächter eines Gasthofs in St. Martin und seine Mutter, Elisabeth Galler (1827–1877), entstammte ebenfalls einer bäuerlichen Kärntner Familie. Der Ehe entsprossen neben Rudolf noch weitere Kinder.

## Leben
Nach Absolvierung der Landwehrkadettenschule in Wien und der Einteilung als Subalternoffizier in Galizien, Dalmatien und Böhmen, wurde er zum Landwehrinfanterieregiment Nr. 11 nach Jičín, Böhmen (heute Tschechien) transferiert. Hier lernte er seine zukünftige Ehefrau, die Offizierstochter Georgine Peche (1869–1970) kennen, die ihm fünf Söhne schenkte, von denen aber nur drei den Vater überlebten. Als Hauptmann kam Kenzian zum k.k. Landwehrinfanterieregiment „Linz“ Nr. 2, wo er bis zu seinem 1912 wegen eines Herzleidens erfolgten Übertrittes in den Ruhestand als Oberstleutnant verblieb.
Im Frieden wurde Kenzian für seine Verdienste wiederholt ausgezeichnet, unter anderem mit dem Ritterkreuz des Franz-Joseph-Ordens sowie der Militärverdienstmedaille („Signum Laudis“) in Bronze am Friedensband.
Obwohl 60 Jahre alt, ließ sich Oberst Kenzian zu Beginn des Ersten Weltkrieges im Sommer 1914 reaktivieren und machte als Kommandant des Kaiserschützen-Bataillons III die schweren Magierakämpfe im Herbst 1914 mit. Verwundet und körperlich erschöpft kehrte er Ende 1914 nach Linz zurück. Im März 1915 befehligte Kenzian schon wieder das Ersatzbataillon Kaiserschützen III in Innichen und leitete den Ausbau der Feldbefestigungen dortselbst. Von Ende April 1915 bis Frühjahr 1918 führte er als Oberst das Kommando des Ersatzbataillons Kaiserschützen III in Schärding, wo er in Anerkennung der Verdienste um Stadt und Bevölkerung sich die Ehrenbürgerschaft erwarb. Bis Ende 1918 stand er in gleicher Verwendung im bosnischen Doboj.
Für seine Leistungen im Ersten Weltkrieg wurde  Kenzian durch die Verleihung des Offizierskreuzes des Franz-Joseph-Ordens am Kriegsband sowie der Militärverdienstmedaille („Signum Laudis“) in Bronze am Kriegsband mit der Kriegsdekoration ausgezeichnet, 1916 erfolgte auf Grundlage der Regelungen über den systemmäßigen Adel seine Erhebung in den erblichen österreichischen Adelsstand als Edler von Kenzianshausen.
In Schärding wurde der Kenzianweg nach ihm benannt.

## Familie
Aus seiner Ehe mit Georgine Peche, Tochter des nachmaligen Majors im Ruhestand Karl Peche und dessen Ehefrau, Hedwig Karl, entstammten die Söhne:
- Karl Kenzian (1891–1945), Frontoffizier des Ersten Weltkrieges, 1918 Hauptmann des k.u.k. Infanterieregiment „Ernst Ludwig Großherzog von Hessen und bei Rhein“ Nr. 14, 1945 Oberstleutnant und IIa (Luftwaffenreferent) beim Wehrbezirkskommando Znaim, Gründer und zeitweiliger Verwalter des Linzer „Hessenmuseums“,
- Rudolf Kenzian (1892–1915), gefallen als k. k. Einjährig-Freiwilliger-Oberjäger (Kadettaspirant) und Zugskommandant im k.k. Landesschützen-Regiment „Innichen“ Nr. III bei Simiechów in Polen
- Georg Kenzian (1894–1953), 1918 k. u. k. Oberleutnant des Sappeur-Bataillons Nr. 25, zugeteilt der k.u.k. Luftfahrtruppen und Kampfflieger in der Fliegerkompanie 55/J, 1945 Major der Luftwaffe (Wehrmacht) z. V.[3]
- Friedrich „Fritz“ Kenzian (1895–1915), gefallen als k. u. k. Leutnant des Infanterieregiments Nr. 12 beim Sturm auf Belgrad, und
- Walter Kenzian (1897–1946), 1918 k. u. k. Oberleutnant des k.u.k. Infanterieregiment „Ernst Ludwig Großherzog von Hessen und bei Rhein“ Nr. 14, zuletzt Magistratsbeamter in Linz, ledig verstorben.[4]

## Ehrungen
- Ritterkreuz des kaiserlich-österreichischen Franz-Joseph-Ordens, 1912.[5]
- Erblicher österreichischer Adelsstand als „Edler von Kenzianshausen“ durch Allerhöchste Entschließung vom 31. Mai 1916, Diplom Wien am 4. Juli 1916.[6]
- Ehrenbürger von Schärding in Oberösterreich, 1918.
- Offizierskreuz des kaiserlich-österreichischen Franz-Joseph-Ordens am Kriegsband, 1918.[7]